# هنتسفيل (ألاباما)
هنتسفيل (بالإنجليزية: Huntsville)، هي مدينة في منطقة أبالاشيا في شمال ولاية ألاباما، وعاصمة مقاطعة ماديسون، تمتد غربًا إلى مقاطعة لايمستون المجاورة  وجنوبًا إلى مقاطعة مورغان، وهي أكبر مدينة في الولاية.
تقع هانتسفيل داخل إقليم المسيسيبي، أسسها الأمريكيون الأوروبيون في عام 1805 وأصبحت مدينة متحدة في عام 1811. عندما قُبلت ألاباما كولاية في عام 1819، أختيرت هنتسفيل لتكون أول عاصمة للولاية لمدة عام، تطورت المدينة بسبب وجود التلال القريبة شمال نهر تينيسي، مما أدى إلى ازدهار مصانع النسيج في أواخر القرن التاسع عشر في المدينة.
يبلغ عدد سكانها حوالي 180 الف نسمة، وبذلك فهي رابع أكبر مدينة في الولاية من حيث عدد السكان. أما عدد سكانها مع الضواحي فيبلغ حوالي 400 الف نسمة في الجزء الجنوبي الشرقي من الولايات المتحدة الأمريكية، وتبلغ مساحتها 394 كم2، ويبلغ ارتفاعها عن سطح البحر 186 م.
كان اسمها أولاً تويكنهام، عندما غزاها الأوروبيون عام 1805، ثم تغير اسمها، في عام 1811، لتحمل اسم هنتسفيل، الذي يرتبط بأول المستعمرين لها وهو جون هنت John Hunt.
يُطلق عليها «مدينة الصاروخ» (بالإنجليزية: Rocket City)؛ لأنها المدينة التي بُني بها أول صاروخ موجه في الخمسينيات، كما بني بها الصاروخ الذي أطلق مركبة الفضاء وفيها رواد الفضاء الأمريكيين إلى القمر في الستينيات.
يمثل السكان البيض 73% من التعداد العام للسكان، أمّا السود فيمثلون 24.4% فقط. بينما يمثل الآسيويون نسبة 2.1 %، والأمريكان الأصليون 0.5 %

## الأهمية الإستراتيجية والعسكرية
كانت المدينة مركزاً نشطاً للتجارة في المنتجات الزراعية وتسويقها، ثم اكتسبت أهميتها الإستراتيجية المتميزة، منذ عام 1950؛ عندما بُني بها قاعدة جوية للأبحاث والتصنيع العسكري. وبعد ذلك بقليل اتخذت قوات الدفاع الجوي والصواريخ الأمريكية من المدينة مقراً لها.
وفي أواخر الستينيات، قامت وكالة أبحاث الفضاء الأمريكي (بالإنجليزية: NASA) ببناء مركز جورج مارشال لأبحاث الطيران وعلوم الفضاء George Marshall Space Flight Center. وفيها كذلك مقر نقابة مهندسي الجيش الأمريكي (بالإنجليزية: Army Corps of Engineers).

## الصناعات الناشئة

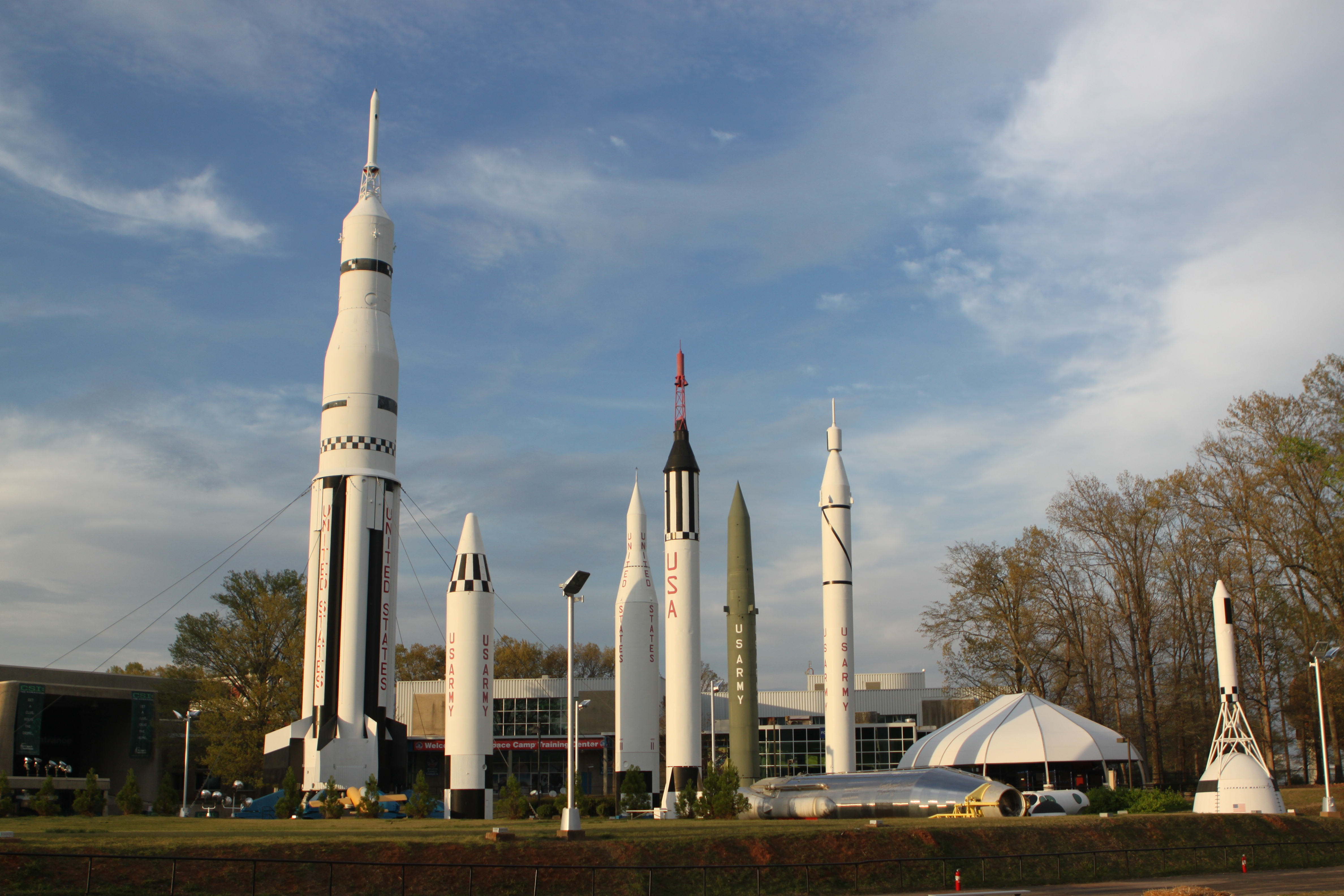

## الجغرافيا
تقع هانتسفيل في الاحداثيات 34 ° 42'N 86 ° 35'W (34.7، -86.6).
ويوجد في المدينة مساحة إجمالية قدرها 210.0 ميل مربع (543.9 كم 2). نمت هانتسفيل من خلال الضم الأخيرة الغرب في مقاطعة الحجر الجيري، أي ما مجموعه 21.5 ميل مربع (56 كم 2)، أو 13885 دونم (5619 هكتار).تقع في ولاية تينيسي نهر الوادي، عدة هضاب وتلال كبيرة تحيط جزئيا هانتسفيل. وترتبط هذه الهضاب مع كمبرلاند بلاتو، وتسمى محليا «الجبال». مونتي سانو جبل (الإيطالية ل «صحي جبل») هو أبرز، ويقع شرق المدينة جنبا إلى جنب مع جولة الأعلى (Burritt)، تشابمان، هانتسفيل، والجبال الخضراء. البعض الآخر واد جبل في الشمال، وقوس قزح جبل إلى الغرب، وويدين وMadkin الجبال على ريدستون ارسنال في الجنوب. BRINDLEY جبل مرئيا في الجنوب عبر نهر تينيسي. كما هو الحال مع غيرها من المناطق على طول هضبة كمبرلاند، والأرض حول هانتسفيل هو الكارستية في الطبيعة. تأسست المدينة حول الربيع الكبير، وهو الكارستية الربيع نموذجي، والعديد من الكهوف خرم والحجر الجيري حجر الأساس تحت السطح، كما هو شائع في المناطق الكارستية. المقر الرئيسي للجمعية الوطنية كهوف تقع في هانتسفيل.

### المناخ
هانتسفيل لديها مناخ شبه استوائي رطب (كوبن تصنيف المناخ CFA). كان يواجه صيف حار ورطب وشتاء معتدل بشكل عام، مع متوسط درجات حرارة عالية تتراوح بين 90 °F قرب (32.2 درجة مئوية) في فصل الصيف إلى 49 درجة فهرنهايت (9.4 درجة مئوية) خلال فصل الشتاء.
هانتسفيل بالقرب من وسط مساحة واسعة من الولايات المتحدة منتصف الجنوبية التي لديها أعلى هطول الأمطار في فصل الشتاء والربيع، وليس في الصيف. متوسط هطول الأمطار السنوي هو أكثر من 54 بوصة. في المتوسط، وأمطار شهر واحد هو ديسمبر، ولكن هانتسفيل يواجه فترات طويلة الموسم رطوبة قليلا من نوفمبر حتى مايو. الأشهر الأكثر جفافا نسبيا هي من أغسطس إلى أكتوبر. يتم تسليم معظم هطول الأمطار هانتسفيل من خلال العواصف الرعدية. العواصف الرعدية هي الأكثر شيوعا خلال فصل الصيف ولكن تحدث العواصف الشديدة خلال فصل الربيع وأواخر الخريف. هذه العواصف يمكن أن يحقق كبير البرد، الرياح المدمرة خط مستقيم والأعاصير. هانتسفيل تقع في المنطقة المعروفة بالعامية زقاق ديكسي، وهي منطقة أكثر عرضة للعنف، والأعاصير مسار طويل من معظم أجزاء أخرى من الولايات المتحدة.
في 27 أبريل 2011، واحدة من أكبر تفشي اعصار في التاريخ، واندلاع اعصار 25-28 أبريل 2011، تأثرت شمال ولاية ألاباما. خلال هذا الحدث، وهو EF5 اعصار التي تعقب بالقرب من محطة براون فيري النووية دمرت العديد من أبراج نقل الطاقة الكهربائية وتسبب في انقطاع التيار الكهربائي لعدة أيام لمعظم شمال ولاية ألاباما. وقد اتخذت أضرار كبيرة من أن الاعصار نفسه أيضا في تقسيم أندرسون هيلز والحصاد، ولاية ألاباما. في المجموع، قتل تسعة اشخاص في مقاطعة ماديسونوحده، وأصيب العديد من الآخرين. وتشمل غيرها من الأحداث اعصار كبيرة في اندلاع سوبر في أبريل 1974، ونوفمبر 1989 تورنادو اندلاع أسفر عن مقتل 21 وإصابة ما يقرب من 500، وتورنادو أندرسون هيلز أن قتل واحد وتسبب في أضرار واسعة النطاق في عام 1995. وفي 21 يناير 2010، شهدت هانتسفيل نادر اعصار منتصف فصل الشتاء. وقد سجل EF2 على نطاق وفوجيتا المحسن وفعل الضرر معتدل فحسب، بل حظي بتغطية إعلامية واسعة كما لم ملفوفة المطر الأيمن عليه وبالتالي يسهل تصويرها.
منذ هانتسفيل ما يقرب من 300 ميل (480 كم) الداخلية، الأعاصير ونادرا ما شهدت مع القوة الكاملة. ومع ذلك، فإن العديد من العواصف الاستوائية ضعف عبور المنطقة بعد ساحل الخليج الأمريكي اليابسة. في حين أن معظم الشتاء لديها بعض الثلوج قابلة للقياس، الثلوج الكثيفة أمر نادر الحدوث في هانتسفيل. ومع ذلك، كانت هناك بعض العواصف الثلجية الغزيرة بشكل غير عادي، مثل ليلة رأس السنة 1963 عاصفة ثلجية، عندما سقط 17 في (43 سم) في غضون 24 ساعة. وبالمثل، فإن عاصفة ثلجية قوية لعام 1993 ويوم جرذ الأرض كانت عاصفة ثلجية في فبراير 1996 الأحداث الشتاء كبيرة للهانتسفيل. في يوم عيد الميلاد عام 2010 هانتسفيل سجلت أكثر من 4 بوصات (10 سم) من الثلوج، وعلى 09-10 يناير 2011 التي تلقتها من 8.9 بوصة (23 سم) في المطار لأكثر من 10 بوصة (25 سم) في الضواحي.
| البيانات المناخية لـHuntsville, Alabama (1981–2010 normals) | البيانات المناخية لـHuntsville, Alabama (1981–2010 normals) | البيانات المناخية لـHuntsville, Alabama (1981–2010 normals) | البيانات المناخية لـHuntsville, Alabama (1981–2010 normals) | البيانات المناخية لـHuntsville, Alabama (1981–2010 normals) | البيانات المناخية لـHuntsville, Alabama (1981–2010 normals) | البيانات المناخية لـHuntsville, Alabama (1981–2010 normals) | البيانات المناخية لـHuntsville, Alabama (1981–2010 normals) | البيانات المناخية لـHuntsville, Alabama (1981–2010 normals) | البيانات المناخية لـHuntsville, Alabama (1981–2010 normals) | البيانات المناخية لـHuntsville, Alabama (1981–2010 normals) | البيانات المناخية لـHuntsville, Alabama (1981–2010 normals) | البيانات المناخية لـHuntsville, Alabama (1981–2010 normals) | البيانات المناخية لـHuntsville, Alabama (1981–2010 normals) |
| الشهر                                                       | يناير                                                       | فبراير                                                      | مارس                                                        | أبريل                                                       | مايو                                                        | يونيو                                                       | يوليو                                                       | أغسطس                                                       | سبتمبر                                                      | أكتوبر                                                      | نوفمبر                                                      | ديسمبر                                                      | المعدل السنوي                                               |
| ----------------------------------------------------------- | ----------------------------------------------------------- | ----------------------------------------------------------- | ----------------------------------------------------------- | ----------------------------------------------------------- | ----------------------------------------------------------- | ----------------------------------------------------------- | ----------------------------------------------------------- | ----------------------------------------------------------- | ----------------------------------------------------------- | ----------------------------------------------------------- | ----------------------------------------------------------- | ----------------------------------------------------------- | ----------------------------------------------------------- |
| الدرجة القصوى °ف (°م)                                       | 79 (26)                                                     | 83 (28)                                                     | 88 (31)                                                     | 92 (33)                                                     | 96 (36)                                                     | 106 (41)                                                    | 111 (44)                                                    | 105 (41)                                                    | 101 (38)                                                    | 95 (35)                                                     | 84 (29)                                                     | 79 (26)                                                     | 111 (44)                                                    |
| متوسط درجة الحرارة الكبرى °ف (°م)                           | 50.1 (10.1)                                                 | 54.9 (12.7)                                                 | 63.8 (17.7)                                                 | 72.6 (22.6)                                                 | 80.3 (26.8)                                                 | 87.2 (30.7)                                                 | 89.7 (32.1)                                                 | 89.9 (32.2)                                                 | 84.0 (28.9)                                                 | 73.6 (23.1)                                                 | 62.7 (17.1)                                                 | 52.5 (11.4)                                                 | 71.8 (22.1)                                                 |
| متوسط درجة الحرارة الصغرى °ف (°م)                           | 31.0 (−0.6)                                                 | 34.7 (1.5)                                                  | 41.5 (5.3)                                                  | 49.3 (9.6)                                                  | 58.6 (14.8)                                                 | 66.4 (19.1)                                                 | 69.7 (20.9)                                                 | 68.6 (20.3)                                                 | 61.7 (16.5)                                                 | 50.2 (10.1)                                                 | 41.0 (5.0)                                                  | 33.7 (0.9)                                                  | 50.5 (10.3)                                                 |
| أدنى درجة حرارة °ف (°م)                                     | −11 (−24)                                                   | −17 (−27)                                                   | 6 (−14)                                                     | 25 (−4)                                                     | 32 (0)                                                      | 45 (7)                                                      | 49 (9)                                                      | 51 (11)                                                     | 37 (3)                                                      | 23 (−5)                                                     | 1 (−17)                                                     | −5 (−21)                                                    | −17 (−27)                                                   |
| الهطول إنش (مم)                                             | 4.88 (124)                                                  | 4.83 (123)                                                  | 5.20 (132)                                                  | 4.31 (109)                                                  | 5.10 (130)                                                  | 4.29 (109)                                                  | 4.04 (103)                                                  | 3.60 (91)                                                   | 3.72 (94)                                                   | 3.59 (91)                                                   | 4.94 (125)                                                  | 5.77 (147)                                                  | 54.29 (1٬379)                                               |
| متوسط تساقط الثلوج إنش (سم)                                 | 1.3 (3.3)                                                   | 0.6 (1.5)                                                   | 0.3 (0.76)                                                  | 0 (0)                                                       | 0 (0)                                                       | 0 (0)                                                       | 0 (0)                                                       | 0 (0)                                                       | 0 (0)                                                       | 0 (0)                                                       | 0 (0)                                                       | 0.2 (0.51)                                                  | 2.4 (6.1)                                                   |
| متوسط أيام هطول الأمطار (≥ 0.01 in)                         | 10.7                                                        | 10.4                                                        | 10.6                                                        | 10.1                                                        | 10.2                                                        | 10.1                                                        | 10.5                                                        | 8.5                                                         | 7.5                                                         | 7.7                                                         | 9.4                                                         | 10.8                                                        | 116.4                                                       |
| متوسط الأيام المثلجة (≥ 0.1 in)                             | 0.9                                                         | 0.6                                                         | 0.3                                                         | 0                                                           | 0                                                           | 0                                                           | 0                                                           | 0                                                           | 0                                                           | 0                                                           | 0                                                           | 0.4                                                         | 2.2                                                         |
| متوسط الرطوبة النسبية (%)                                   | 56.5                                                        | 73.5                                                        | 71.0                                                        | 70.0                                                        | 70.0                                                        | 72.5                                                        | 73.5                                                        | 76.0                                                        | 74.5                                                        | 74.0                                                        | 70.0                                                        | 70.5                                                        | 75.0                                                        |
| المصدر #1: NOAA                                             |                                                             |                                                             |                                                             |                                                             |                                                             |                                                             |                                                             |                                                             |                                                             |                                                             |                                                             |                                                             |                                                             |
| المصدر #2: climate-zone.com                                 |                                                             |                                                             |                                                             |                                                             |                                                             |                                                             |                                                             |                                                             |                                                             |                                                             |                                                             |                                                             |                                                             |

## شخصيات مهمة من هنتسفيل
- فيليشيا داي: ممثلة وكاتبة